# Доу, Джейсон
Джейсон Доу (англ. Jason Dawe; Корнуолл, Великобритания) — британский журналист и телеведущий.

## Биография
Родился в Корнуолле, Великобритания. В начале карьеры работал в автоиндустрии. Позже Доу был ведущим в первом сезоне «Top Gear», его задачей был показ обычных машин, в противоположность «суперкарам» которые представляли Джереми Кларксон и Ричард Хаммонд. Джеймс Мэй заменил Джейсона как третьего ведущего во втором сезоне «Top Gear».
Джейсон Доу — автор колонки в газете Sunday Times, где он пишет о подержанных машинах. Вместе с Ником Раффордом из Sunday Times он также сделал много видео и радиопередач, а также автомобильных обзоров. Он пишет для многих журналов про автомобили и является регулярным участником радио и телешоу как эксперт по автомобилям.
Доу ведёт передачу о машинах с Пенни Мэлори, на канале ITV4 и Men & Motors..